# Deutscher Braunkohlen-Industrie-Verein

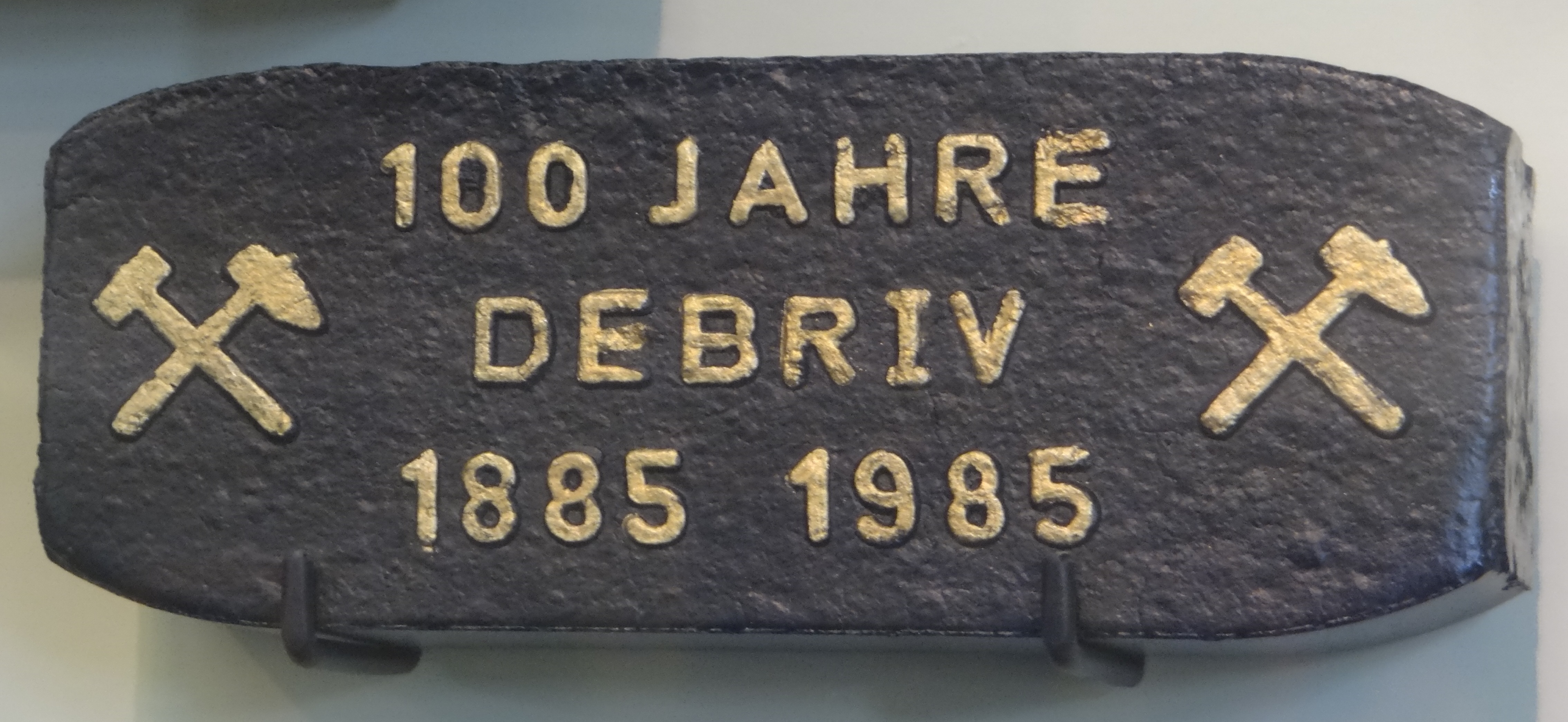
Zierbrikett anlässlich des 100-jährigen Bestehens des DEBRIV im Jahr 1985

Der Deutsche Braunkohlen-Industrie-Verein (abgekürzt DEBRIV, kurz auch Bundesverband Braunkohle genannt) ist der Branchenverband der deutschen Braunkohlenwirtschaft.
Der Verband wurde 1885 in Halle (Saale) gegründet. Ehemals lag der Schwerpunkt im Bereich der Mitteldeutschen Braunkohleindustrie; heute vertritt der DEBRIV alle großen deutschen Braunkohlereviere (Mitteldeutsches, Rheinisches, Lausitzer und Helmstedter Revier).
Mitglieder sind Unternehmen, die in Deutschland Braunkohle gewinnen oder verarbeiten sowie Unternehmen und Organisationen, die mit der Rekultivierung der Tagebaue befasst sind oder als Anlagenbauer, Zulieferer oder sonst wie mit der Braunkohlenindustrie verbunden sind. Zu den ordentlichen Mitgliedern zählen unter anderem die Lausitz Energie Bergbau AG, RWE Power AG, LMBV, MIBRAG und Romonta.
Neben Erfahrungsaustausch und Interessenvertretung betreibt der Verband Informations- und Öffentlichkeitsarbeit, stellt technische Sachverständige und unterstützt die Forschung und Fachausbildung im Bereich der Braunkohle.
Vereinsziel ist es z. B. Klimaschutzmaßnahmen zu delegitimieren, die das Geschäftsmodell der Braunkohleindustrie bedrohen. Unter anderem warnt der Verband vor den aus seiner Sicht hohen Kosten eines Kohleausstieges. Laut Informationen von ARD-Magazins Plusminus und Lobbycontrol nutzt der Verband auch Astroturfing-Kampagnen für seine PR-Arbeit. So bestünden z. B. enge personelle, organisatorische und inhaltliche Gemeinsamkeiten mit der sich als unabhängig darstellenden Bürgerinitiative Unser Revier – Unsere Zukunft – An Rur und Erft, DEBRIV und RWE. Daneben teilten sich die Bürgerinitiative, der Verband sowie der Ring Deutscher Bergingenieure das gleiche Postfach; auch die Internetsite der Bürgerinitiative sei auf die Adresse von DEBRIV und den Bezirksverein Rheinische Braunkohle registriert.